# Tani Kōsei
Tani Kōsei (谷 晃生 (Cốc Hoảng-Sinh) sinh ngày 22 tháng 11 năm 2000) là một cầu thủ bóng đá người Nhật Bản. Anh thi đấu cho Gamba Osaka ở J1 League và cho đội U-23 ở J3.   Anh thi đấu cho đội tuyển Nhật Bản ở vị trí thủ môn Giải vô địch bóng đá U-17 thế giới 2017.

## Sự nghiệp
Tani Kosei gia nhập câu lạc bộ tại J1 League Gamba Osaka năm 2017.

## Thống kê sự nghiệp
Cập nhật gần đây nhất: 11 tháng 6 năm 2018
| Thành tích câu lạc bộ | Thành tích câu lạc bộ | Thành tích câu lạc bộ | Giải vô địch | Giải vô địch | Cúp             | Cúp             | Cúp Liên đoàn | Cúp Liên đoàn | Châu lục | Châu lục  | Khác    | Khác      | Tổng cộng | Tổng cộng |
| Mùa giải              | Câu lạc bộ            | Giải vô địch          | Số trận      | Bàn thắng    | Số trận         | Bàn thắng       | Số trận       | Bàn thắng     | Số trận  | Bàn thắng | Số trận | Bàn thắng | Số trận   | Bàn thắng |
| Nhật Bản              | Nhật Bản              | Nhật Bản              | Giải vô địch | Giải vô địch | Cúp Thiên hoàng | Cúp Thiên hoàng | Cúp Liên đoàn | Cúp Liên đoàn | Châu Á   | Châu Á    |         |           | Tổng cộng | Tổng cộng |
| --------------------- | --------------------- | --------------------- | ------------ | ------------ | --------------- | --------------- | ------------- | ------------- | -------- | --------- | ------- | --------- | --------- | --------- |
| 2018                  | Gamba Osaka           | J1                    | 0            | 0            | 0               | 0               | 1             | 0             | -        | -         | -       | -         | 1         | 0         |
| Tổng cộng sự nghiệp   | Tổng cộng sự nghiệp   | Tổng cộng sự nghiệp   | 0            | 0            | 0               | 0               | 0             | 0             | 1        | 0         | -       | -         | 1         | 0         |

Thành tích đội dự bị
Cập nhật gần đây nhất: 11 tháng 6 năm 2018
| Thành tích câu lạc bộ | Thành tích câu lạc bộ | Thành tích câu lạc bộ | Giải vô địch | Giải vô địch | Tổng cộng | Tổng cộng |
| Mùa giải              | Câu lạc bộ            | Giải vô địch          | Số trận      | Bàn thắng    | Số trận   | Bàn thắng |
| Nhật Bản              | Nhật Bản              | Nhật Bản              | Giải vô địch | Giải vô địch | Tổng cộng | Tổng cộng |
| --------------------- | --------------------- | --------------------- | ------------ | ------------ | --------- | --------- |
| 2017                  | U-23 Gamba Osaka      | J3                    | 4            | 0            | 4         | 0         |
| 2018                  | U-23 Gamba Osaka      | J3                    | 8            | 0            | 8         | 0         |
| Tổng cộng sự nghiệp   | Tổng cộng sự nghiệp   | Tổng cộng sự nghiệp   | 12           | 0            | 12        | 0         |